# Аомори (град)
Вижте пояснителната страница за други значения на Аомори.
Аомори е град, административен център на преферактура Аомори, Япония. Населението на града е 305 582 души (2008).